# Platycephala umbraculata
Platycephala umbraculata är en tvåvingeart som först beskrevs av Fabricius 1794.  Platycephala umbraculata ingår i släktet Platycephala och familjen fritflugor. Arten är reproducerande i Sverige. Inga underarter finns listade i Catalogue of Life.